# Лучниково
Лучниково — деревня в Вологодском районе Вологодской области.
Входит в состав Семёнковского сельского поселения, с точки зрения административно-территориального деления — в Семёнковский сельсовет.
Расстояние по автодороге до районного центра Вологды — 16 км, до центра муниципального образования Семёнково — 8 км. Ближайшие населённые пункты — Вертлово, Начемерово, Обухово, Дубровское, Кудрявцево.
По переписи 2002 года население — 26 человек (13 мужчин, 13 женщин). Всё население — русские.